# Jesús García Castilla
Jesús García Castilla, "Maguila" (Bilbao, 4 de diciembre de 1967) es un músico español, batería de la extinta banda de rock and roll Platero y Tú, y que actualmente forma parte, junto con el bajista Juantxu Olano (también ex de Platero y Tú), de la banda La Gripe.

## Discografía

### Con Platero y Tú
- Voy a acabar borracho, LP, (1991), Welcome Records. Remasterizado en CD por DRO en 1996.
- Burrock'n roll, LP y CD, (1992), DRO. Reedición de maqueta autoeditada en 1990.
- Muy deficiente, LP y CD, (1992), DRO.
- Vamos tirando, LP y CD, (1993), DRO.
- Hay poco rock & roll, CD, (1994), DRO.
- A pelo, en vivo, 2 CD, (1996), DRO. Edición 1 CD en 1997.
- 7, CD, (1997), DRO.
- Correos, CD, (2000), DRO.
- Hay mucho rock'n roll, Volumen I, CD, (2002) y Volumen II, CD, (2005), DRO.

### Con Los Golfos
- Me haces correr, 2002.

### Con La Gripe
- Empapado en sudor, DRO, 2004.
- Animal, DRO, 2007.
- Tu infierno, Autoeditado, 2022.